# SN 2011he
SN 2011he – supernowa typu Ia-pec odkryta 20 października 2011 roku w galaktyce A223646+2021. W momencie odkrycia miała maksymalną jasność 18,10m.